# Nassima Hablal
Nassima Hablal (15 de septiembre de 1928 - 14 de mayo de 2013) fue una activista independentista argelina que luchó en la revolución argelina contra la colonización francesa.  Hablal militó en el Partido Popular Argelino (APP) y fue secretaria de Abane Ramdane en el Comité de Coordinación e Implementación (órgano central del FLN) al inicio del movimiento. 

### Militancia por la independencia
Cabeza de familia a los 16 años, comenzó a trabajar en 1944 y sólo un año después, tras las masacres del 8 de mayo de 1945 y los discursos de Messali Hadj, se inició como militante de las primeras células políticas del Partido del Pueblo Argelino y de la  Asociación de Mujeres Musulmanas Argelinas junto con otras mujeres como Mamia Chentouf, El Haffaf Salima, Malika Mefti Sidi Moussa y Fatima Zekkal.,  Durante su participación en la resistencia, de 1945 hasta 1962 (desde los 17 años) Nassima proporcionó documentos de identidad falsos a miembros del FLN, elaboró y distribuyó folletos para la resistencia.Fue arrestada por primera vez en 1955 y trasladada a la prisión de Serkadji y luego por segunda vez en 1957.
En 1955 Hablal se convirtió en la secretaria de Abane y escribió los primeros números del periódico El Moudjahid (que tras la guerra se convertiría en el principal periódico de Argelia y medio de propaganda del partido único del gobierno). Participó en la organización de la huelga de ocho días junto con otros funcionarios después de convertirse en la primera mujer en unirse a la Unión General de Trabajadores Argelinos, el primer sindicato libre de Argelia .
Esta relación estrecha con Abane (figura muy poco querida) sumada a su condición de mujer pueden ser algunas de las causas del poco reconocimiento histórico que se le ha dado a Nassima.

En una entrevista en Djazairess Nassima recuerda sus inicios militantes al lado de Ramdane:
"Conocí a Amara Rachid, que entonces tenía 19 años, quien me puso en contacto con los estudiantes y trajo a Abane Ramdane a mi casa para crear la Zona Autónoma de Argel. Abane fue el jefe de la Revolución. En enero de 1955 no quedaba nada, ni dinero, ni militantes. Abane Ramdane lo había reorganizado todo. Junto a él, estaban Ben M'hidi, Dahleb, Krim Belkacem, el coronel Ouamrane. Se trata del Comité de Coordinación y Ejecución. Yo era su secretaria, la primera mujer con la que Abane se había puesto en contacto"

#### Huelga de los ocho días
Hablal formó parte del comité que organizó la huelga de ocho días del 28 de enero al 4 de febrero de 1957. La huelga pareció ser un éxito: la mayoría de las tiendas musulmanas permanecieron cerradas, los trabajadores no se presentaron y los niños no asistieron a la escuela. Los franceses utilizaron vehículos blindados y tropas para acorralar a trabajadores y escolares y obligarlos a asistir a sus trabajos o estudios. Así, en pocos días la huelga quedó rota. 
Fue juzgada en julio de 1957 por socavar "la seguridad exterior del Estado", arrestada el 21 de febrero de 1957 y torturada en Villa Sésini (un centro de tortura establecido durante la guerra en El Biar), donde  la colgaron boca abajo del techo y la electrocutaron. En el juicio fue condenada a cinco años de prisión. Después de su estancia en El Harrach, fue trasladada a Francia, donde pasó una temporada en La Roquette y luego en las cárceles de Rennes y Pau. En esta última prisión se le permitió ir a París, donde consiguió ponerse en contacto con Abderrahmane Farès, que la ayudó a llegar a Túnez acompañándola en su coche hasta Suiza. En Túnez, insistió para que M'hamed Yazid la enviara a Rocher Noir (Boumerdès), donde acababa de instalarse el poder ejecutivo provisional.

### Película 10949 mujeres
La historia de Hablal queda retratada en el documental 10949 Mujeres de la directora francesa Nassima Ghessoum; cuyo título conmemora el número documentado de mujeres que participaron en la lucha por la independencia de Argelia (recogido en el registro oficial del archivo del Ministerio argelino de Antiguos Muyahidines). 
En el documental, rodado entre 2009 y 2013 (cuando Nassima tenía 80 años), la historia personal y las vivencias de Nassima Hablal se posicionan como hilo conductor a través del que narrar la dureza de la guerra de independencia así como el rol específico y olvidado de las mujeres argelinas.

La directora resalta en una entrevista lo central que ha sido para su película conocer a Hablal:
Pude tomar forma una visión a escala humana, la de una mujer de 80 años que de 1945 a 1962 luchó incansablemente por la independencia de su querido país
Este documental  compitió en la 25ª edición de FESPACO 2015 como parte de la selección oficial.

### Defunción
Dos años después de la pérdida de su único hijo Youcef, Nassima falleció en 2013 a sus 85 años sin ningún ningún homenaje oficial. 